# Rob Kardashian
Robert "Rob" Arthur Kardashian, Jr., född 17 mars 1987 i Los Angeles i Kalifornien, är en amerikansk TV-profil. Han är son till Kris Jenner och framlidne Robert Kardashian och är yngre bror till Kourtney, Kim och Khloé Kardashian och halvbror till Kendall och Kylie Jenner. Han har även styvsyskonen Burton (Burt), Cassandra (Casey), Brandon och Brody. 
Han var förlovad med Blac Chyna  2016–2017 och har en dotter tillsammans som föddes 2016.
Han medverkade i realityserien Familjen Kardashian, men efter den sjätte säsongen av serien valde han att inte längre delta.